# 双江路駅
双江路駅（そうこうろえき）は、中華人民共和国上海市浦東新区港城路と双江路の交差点に位置する上海軌道交通10号線の駅。

## 歴史
- 2020年12月26日：開業[1]。

## 駅構造
相対式ホーム2面2線を有する高架駅。

### のりば
| 番線 | 路線     | 行先                   |
| ---- | -------- | ---------------------- |
| 1    | ■ 10号線 | 虹橋火車站・航中路方面 |
| 2    | ■ 10号線 | 基隆路方面             |

（出典：双江路站站层图）

## 駅周辺
- 上海三利国際物流有限公司
- BASFポリカーボネート有限公司研発中心

## 隣の駅
上海軌道交通
■ 10号線
国帆路駅 - 双江路駅 - 高橋西駅